# Барла, Жан-Батист
Жозе́ф Иерони́м Жан Бати́ст Барла́ (фр. Joseph Hieronymus Jean Baptiste Barla; 1817—1896) — французский миколог и ботаник (орхидолог).

## Биография
Жан-Батист Барла родился 3 мая 1817 года в городе Ницца во Франции.
Интересовался ботаникой, большей частью микологией. В 1856 году была издана книга Барла, посвящённая флоре грибов окрестностей Ниццы. С 1865 года работал директором музея естественной истории в Ницце. В 1868 году учёным была издана книга, посвящённая орхидеям, в ней были представлены 63 красочные иллюстрации. С 1885 по 1889 Барла опубликовал несколько статей в журнале Микологического общества Франции. Это были монографии некоторых крупных родов грибов, таких, как мухомор, трихолома, говорушка, лепиота. Жан-Батиста Барла принимал участие в собрании иллюстраций грибов М. Фосса Icones Fungorum Agri Nicaeensis.
Скончался Жан-Батист Барла 5 ноября 1896 года в Ницце.

## Некоторые научные работы
- Barla, J.-B. (1856). Les champignons de la province de Nice. 138 p.
- Barla, J.-B. (1888—1892). Flore mycologique illustrée. 7 fasc.

## Роды и некоторые виды, названные в честь Ж.-Б. Барла
- Barlaea Rchb.f., 1876 [syn.  Cynorkis Thouars, 1809]
- Barlaea Sacc., 1889, nom. illeg. [syn.  Lamprospora De Not., 1863]
- Barlaeina Sacc. & P.Syd., 1899 [syn.  Lamprospora De Not., 1863]
- Barlia Parl., 1860
- Epipactis ×barlae A.Camus, 1929
- ×Paludomeulenia barlae (E.G.Camus) P.Delforge, 2009
- ×Serapicamptis barlae (K.Richt.) J.M.H.Shaw, 2005
- Scutellinia barlae (Boud.) Maire, 1933